# Rachel Atherton
Rachel Atherton, née le 6 décembre 1987, est une coureuse cycliste britannique.  Spécialiste de la descente en VTT, elle a été championne du monde de cette discipline en 2008, 2013, 2015, 2016 et 2018 et a remporté la Coupe du monde en 2008, 2012, 2013, 2015, 2016 et 2018. Elle remporte le Laureus World Sports Awards Action Sportsperson of the Year en 2017.

## Biographie
Elle devient championne du monde junior pour la première fois en 2005.
En janvier 2009, elle est renversée par un véhicule pendant un entraînement avec ses frères Gee et Dan Atherton qui sont également vététistes professionnels. Blessée à l'épaule, elle doit subir une greffe de nerf et renonce à courir en compétition en 2009,.
Depuis la saison 2012, la structure de la fratrie Atherton est intégrée au team GT Factory Racing. Rachel, son frère Gee et Marc Beaumont courent en DH tandis que Dan Atherton se tourne vers l'enduro et la DH Marathon.
En 2013, elle remporte 4 manches (sur 6) de la Coupe du Monde de descente UCI et gagne ainsi au classement général. En septembre, elle devient Championne du Monde en signant le meilleur temps de la finale des Championnats du Monde en Afrique du Sud (Pietermaritzburg).
En juin 2016, Rachel Atherton devient la première femme à remporter 10 manches de Coupe du monde consécutives, dépassant le record précédemment détenu par Anne-Caroline Chausson. Elle réussit également l'exploit de remporter toutes les manches de Coupe du monde de la saison.
En 2019, elle gagne sur le premier VTT de descente Atherton Bikes, créé par ses frères. Mais après deux manches remportées, lors d'un entraînement aux Gets, elle subit une rupture du tendon d'Achille, cette blessure va l'éloigner des courses pendant plusieurs années.
Elle compte 39 victoires de manches en Coupe du monde de descente, soit 2 unités de moins que le record d'Anne-Caroline Chausson. Après une saison 2020 tronquée par la pandémie de Covid-19, elle met de côté sa carrière pour donner naissance à sa fille le 4 août 2021. Elle fait son retour en juin 2022, en prenant la sixième place de la manche de Coupe du monde de Lenzerheide, puis ne participe à aucune course le reste de la saison.

## Victoires en Coupe du monde de descente
- 2006 Balneário Camboriú
- 2007 Maribor
- 2008 Vallnord, Mont-Sainte-Anne, Bromont et Schladming
- 2010 Maribor et Windham
- 2011 Windham
- 2012 Val di Sole, Mont-Sainte-Anne, Windham, Val d'Isère et Hafjell
- 2013 Fort William, Val di Sole, Vallnord et Hafjell
- 2014 Cairns et Méribel
- 2015 Fort William, Leogang, Lenzerheide, Mont-Sainte-Anne, Windham et  Val di Sole
- 2016 Lourdes, Cairns, Fort William, Leogang, Lenzerheide, Mont-Sainte-Anne et Vallnord
- 2017 Lourdes
- 2018 Leogang, Mont-Sainte-Anne et La Bresse
- 2019 Fort William et Vallnord
- 2023 Lenzerheide

## Palmarès en descente VTT
| Année                               | 2004         | 2005          | 2006   | 2007  | 2008    | 2009 | 2010   | 2011   | 2012    | 2013    | 2014   | 2015    | 2016    | 2017   | 2018    | 2019   | 2020 | 2021 | 2022  | 2023   |
| Championnats du monde               | 2e (juniors) | 1re (juniors) | 3e     | 2e    | 1re     | -    | 7e     | 2e     | 5e      | 1re     | 2e     | 1re     | 1re     |        | 1re     |        |      |      |       |        |
| Coupe du monde (manches remportées) |              | 3e            | 3e (1) | ? (1) | 1re (4) | -    | 6e (2) | 3e (1) | 1re (5) | 1re (4) | 2e (2) | 1re (6) | 1re (7) | 4e (1) | 1re (3) | 5e (2) |      |      | 19e - | 9e (1) |
| Championnats d'Europe               |              | 1re (juniors) | 1re    |       |         |      |        |        |         |         |        |         |         |        |         |        |      |      |       |        |
| Championnats de Grande-Bretagne     | 1re          | 1re           | 2e     |       |         |      |        |        | 1re     | 1re     | 1re    | 1re     | 1re     | 1re    |         |        |      |      |       |        |